# Институциональная теория искусства
Институциональная теория искусства возникла в конце шестидесятых и начале семидесятых годов в США. Главным теоретиком считается Джордж Дики, профессор Иллинойского университета, который в 1969 году изложил принципы данной теории в статье «Определяя искусство».
Институционализм являлся попыткой преодоления трудностей традиционных теорий искусства, которые пытались выделить отличительные признаки произведений искусства. Они делали акцент либо на их предметных особенностях, либо на функциях, которые искусство выполняет по отношению к создателям и зрителям. К первым можно отнести формалистические и структуралистические теории, ко вторым — психоаналитические, экспрессионистские, когнитивистские концепции. Институциональная теория также была реакцией на появление антиэссенциализма в пятидесятых и шестидесятых годах, заявлявшего, что искусство невозможно определить в силу того, что оно является «открытым понятием». Это означает, что появление новых художественных форм и направлений расширяет понимание искусства, поэтому ошибочно выделять необходимые и достаточные свойства того, что таких свойств лишено.
Институционализм же отходит как от традиционного понимания искусства, так и от антиэссенциалисткого, утверждая, что отличительные черты искусства следует искать не в нем самом, но в том контексте, в котором оно появляется и функционирует. Этот контекст — система различных художественных институтов. Поэтому произведением искусствам является то, что помещается в данную систему и за такое произведение признается.

## Программный текст
Началом институциональной теории искусства считается эссе Артура Данто «Мир искусства», написанное в 1964 году. В ней американский искусствовед пытается осмыслить работы таких художников, как Лихтенштейн, Уорхол, Раушенберг и Олденбург, с работами которых он столкнулся в начале шестидесятых. Они заставили его задуматься о том, как эти новые художественные формы, в особенности поп-арт, стали частью искусства.
Данто утверждает, что история искусства прошла много этапов, которые сопровождались сменой стилей. «Конец истории искусства» он связывает с появлением имперессионизма. Философ разделяет теорию подражания и теорию реальности. Первая применима к традиционному искусству, поскольку утверждает, что искусство тем лучше, чем больше оно подражает реальным вещам. Вторая теория относится к искусству, начавшемуся с авангарда. Например, она включает в себя Реди-мейды Марселя Дюшана, утверждая, что они являются составной частью реальности, а не ее подражанием. Отсюда появляется термин «Мир искусства»: в нем простые объекты получают статус произведений искусства, поскольку они включаются в художественный контекст и становятся предметами эстетической дискуссии.

### Джордж Дики
Наибольшее развитие институциональная теория получила в работах Д. Дики. В статье «Определяя искусство» американский философ размышляет о тех эстетических теориях, которые были предложены Вейцом, Кенником, Марголисом, Мандельбаумом и Данто. Он подчеркивает, что все произведения искусства имеют по крайней мере одну общую характеристику, а именно — артефактность. Эта особенность в первую очередь отличает искусство от неискусства. Второй особенностью является причастность произведения к художественному миру с тем, чтобы быть оцененным. При этом Дики подчеркивает важность «присвоения статуса кандидата» для оценки, которое происходит в определенном институциональном оформлении. Это можно проиллюстрировать на примере Реди-Мейдов Дюшана. Так, продавец сантехнического оборудования не может превратить унитаз в произведение искусства, поскольку не принадлежит к художественному институту, но это смог сделать Дюшан, поскольку обладал статусом художника.